# Narodowy rezerwat przyrody Červené blato
Červené blato – narodowy rezerwat przyrody w kraju południowoczeskim w Czechach.
Rezerwat ustanowiony został w 1953 roku. Znajduje się na terenie utworzonego 1979 obszaru chronionego CHKO Třeboňsko. Powierzchnia rezerwatu wynosi 331,4 ha. Ochronie podlegają tu lasy i torfowiska, w tym bory bagienne z bagnem zwyczajnym. Tutejsze zbiorowiska roślinne określane są jako Pino rotundatae-Sphagnetum ledetosum sensu Březina (1953) i stanowią największe siedlisko tego typu, będące też jednym z najdalej na południe wysuniętych ekosystemów borealnych. Pokłady torfu na tym obszarze osiągają miąższość do 7,6 m, przy czym średnio są to 3 m. W niektórych miejscach torf był w przeszłości wydobywany.
Wiele gatunków zamieszkujących ten teren to relikty polodowcowe. Tutejszą florę tworzą m.in. sosna błotna, bagno zwyczajne, borówka czarna, borówka bagienna, modrzewnica zwyczajna, wełnianaka pochwowata, żurawina błotna, rosiczka okrągłolistna i różne torfowce. Spośród odonatofauny wymienić można żagnicę torfowcową i zalotkę czerwonawą. Lepidopterofaunę reprezentuje co najmniej 569 gatunków, w tym: bęsica kwietniówka, Coscinia cribraria, Eupithecia gelidata, Lithacodia uncula, Phyllodesma ilicifolium i Rheumaptera undulata. Do awifauny rezerwatu należą m.in.: bocian czarny, jarząbek zwyczajny, jastrząb zwyczajny i sóweczka zwyczajna.
Rezerwat jest udostępniony zwiedzającym dzięki ścieżce edukacyjnej.